# Vamidothion
Le Vamidothion est une substance chimique acaricide. Elle n'est plus autorisée en France depuis 2002.